# Station Laissey
Station Laissey is een spoorweghalte in de Franse gemeente Laissey. Zij wordt bediend door treinen van het netwerk TER Bourgogne-Franche-Comté op de verbinding Besançon - Belfort.